# Mörarp
Mörarp – miejscowość (tätort) w Szwecji, w regionie administracyjnym (län) Skania, w gminie Helsingborg.
Według danych Szwedzkiego Urzędu Statystycznego liczba ludności wyniosła: 1935 (31 grudnia 2015), 1889 (31 grudnia 2018) i 1940 (31 grudnia 2019).